# Santi patroni cattolici dei Paesi europei
I santi patroni d'Europa venerati dai cattolici sono sei:
San Benedetto da Norcia è stato dichiarato «Santo patrono di tutta l'Europa» da papa Paolo VI il 24 ottobre 1964 con la lettera apostolica Pacis Nuntius. Cirillo e Metodio sono stati proclamati compatroni da papa Giovanni Paolo II il 31 dicembre 1980 con la lettera apostolica Egregiae virtutis; lo stesso papa ha proclamato compatrone d'Europa santa Brigida di Svezia, santa Caterina da Siena e santa Teresa Benedetta della Croce il 1º ottobre 1999, durante la celebrazione eucaristica in occasione dell'apertura della II assemblea speciale per l'Europa del Sinodo dei vescovi.

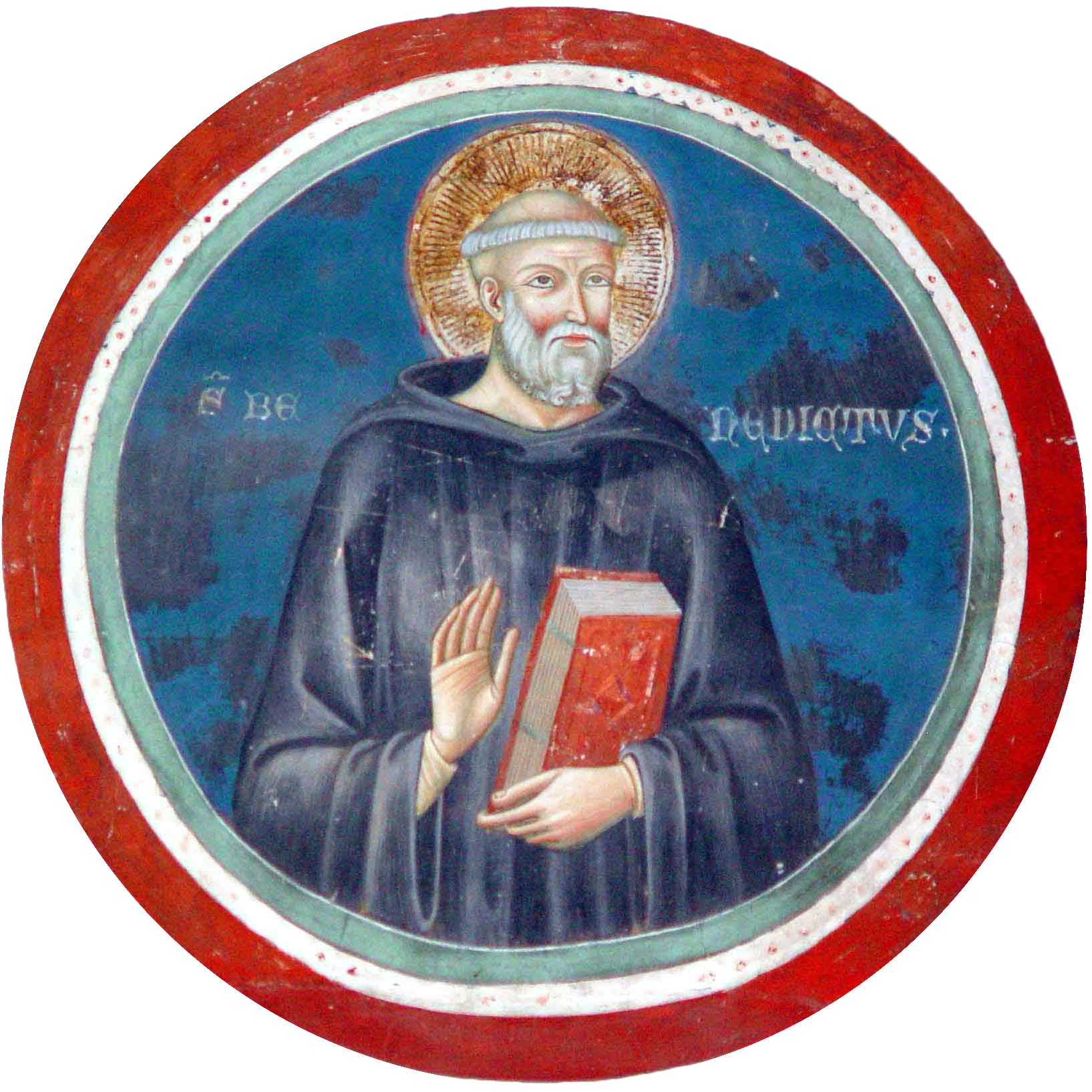
San Benedetto da Norcia
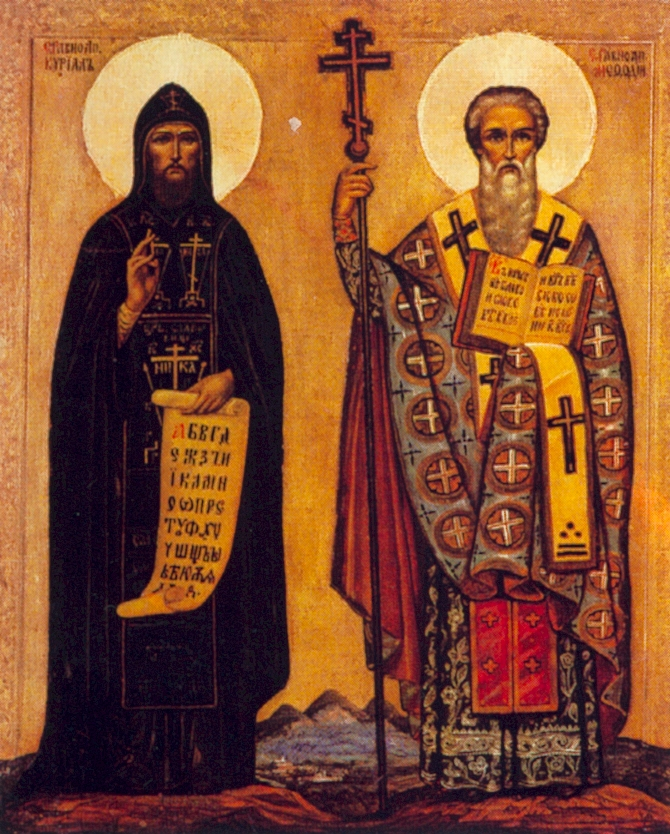
Santi Cirillo e Metodio
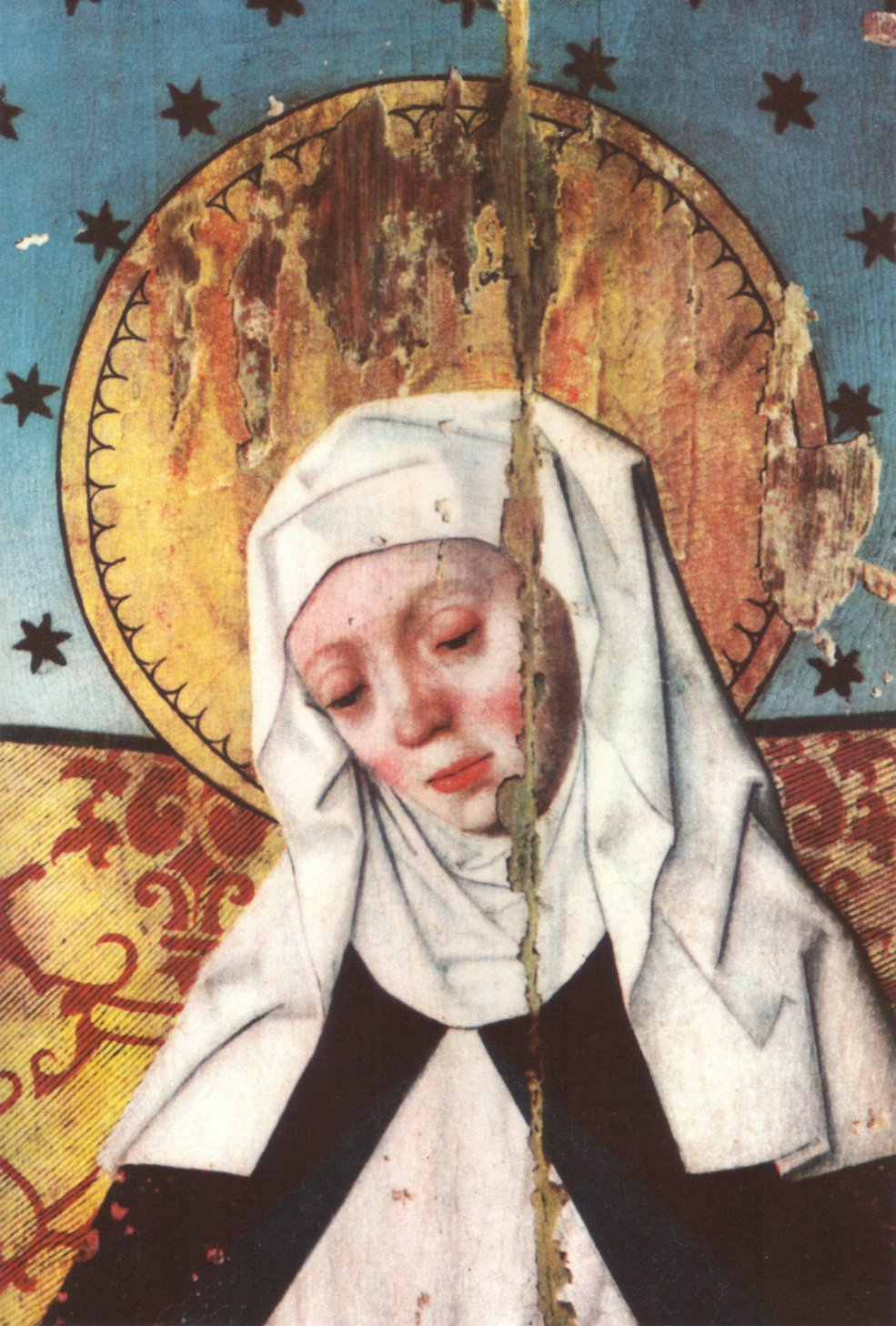
Santa Brigida di Svezia
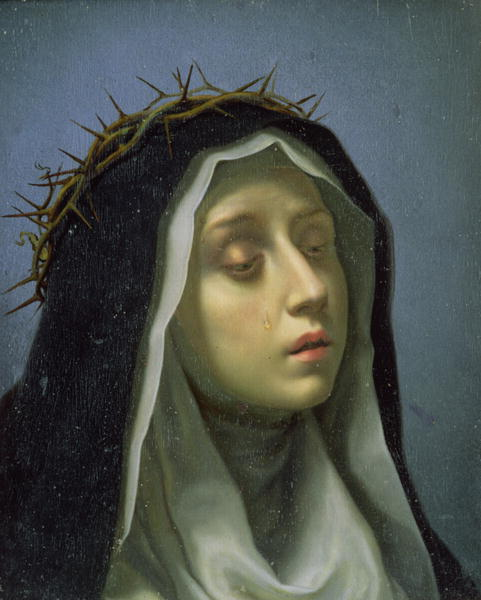
Santa Caterina da Siena
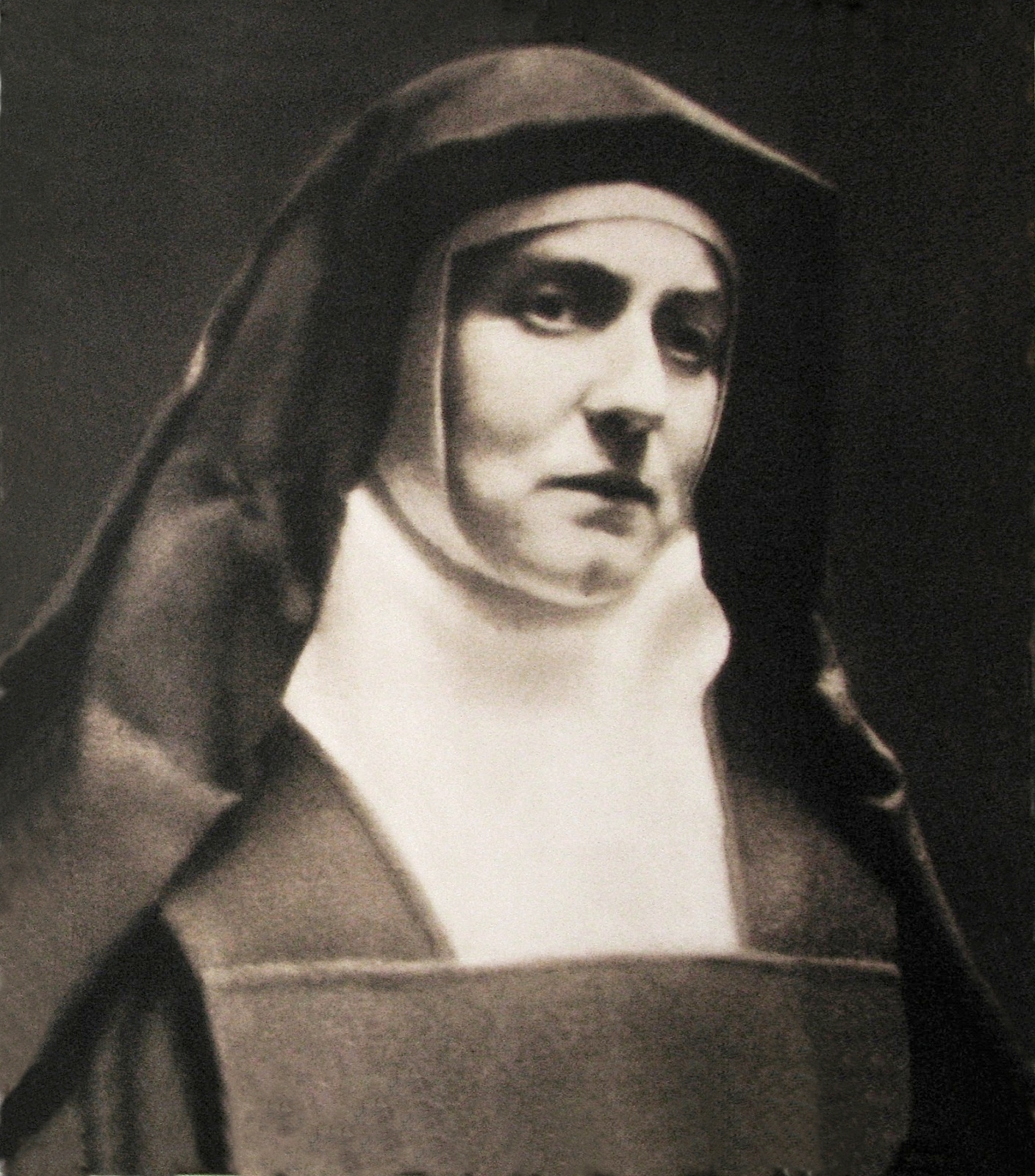
Santa Teresa Benedetta della Croce

Di seguito l'elenco dei santi patroni dei Paesi europei e di alcune regioni:
| Nazione              | Regione               | Santo/i patrono/i |
| Albania              |                       | Maria Madre del Buon Consiglio |
| Andorra              |                       | San Macario \| Nostra Signora di Meritxell |
| Armenia              |                       | San Bartolomeo \| San Gregorio Illuminatore |
| Austria              |                       | San Leopoldo di Babenberg \| San Colmano di Stockerau \| San Floriano \| San Severino abate |
| Belgio               |                       | San Villibrordo \| Santa Lutgarda \| Santa Gudula \| Santa Teresa di Lisieux \| Santa Brigida di Kildare                                                                                          |
| Bielorussia          |                       | San Michele arcangelo |
| Bosnia ed Erzegovina |                       | Sant'Elia profeta |
| Bulgaria             |                       | Santi Cirillo e Metodio \| San Giovanni di Rila \| Santa Parasceva la giovane |
| Repubblica Ceca      |                       | San Venceslao \| Santi Cirillo e Metodio \| San Procopio \| San Vito \| Santa Ludmilla \| San Sigismondo                                                                                          |
| Repubblica Ceca      | Boemia                | Sant'Adalberto di Praga \| San Giovanni Nepomuceno |
| Cipro                |                       | San Barnaba |
| Croazia              |                       | San Giuseppe \| San Giacomo |
| Danimarca            |                       | Sant'Oscar \| San Canuto IV re |
| Estonia              |                       | San Meinardo |
| Finlandia            |                       | Sant'Enrico di Uppsala |
| Francia              |                       | Maria SS. Assunta \| San Martino di Tours \| Santa Giovanna d'Arco \| Santa Teresa di Lisieux |
| Francia              | Corsica               | Santa Devota \| Santa Giulia di Corsica |
| Francia              | Savoia                | San Maurizio d'Agauno |
| Georgia              |                       | Santa Nino \| San Giorgio |
| Germania             |                       | Sant'Oscar \| San Bonifacio \| San Michele arcangelo \| San Pietro Canisio |
| Germania             | Assia                 | Santa Elisabetta d'Ungheria |
| Germania             | Baviera               | Maria Patrona Bavariae \| San Severino abate |
| Germania             | Brandeburgo           | Santa Edvige di Andechs |
| Germania             | Prussia               | Sant'Adalberto di Praga |
| Germania             | Sassonia              | San Vito |
| Germania             | Turingia              | San Bonifacio |
| Gibilterra           |                       | San Bernardo di Chiaravalle |
| Grecia               |                       | San Paolo \| Sant'Andrea \| San Nicola di Mira |
| Irlanda              |                       | San Patrizio \| Santa Brigida di Kildare \| San Columba di Iona |
| Islanda              |                       | Sant'Oscar \| San Torlaco |
| Israele              |                       | San Michele arcangelo |
| Italia               |                       | San Francesco d'Assisi \| Santa Caterina da Siena |
| Italia               | Abruzzo               | San Camillo de Lellis \| San Gabriele dell'Addolorata |
| Italia               | Basilicata            | Madonna Nera del Sacro Monte di Viggiano \| San Donato da Ripacandida \| San Gerardo Maiella |
| Italia               | Calabria              | San Francesco da Paola |
| Italia               | Campania              | San Gennaro \| San Paolino di Nola |
| Italia               | Emilia-Romagna        | Sant'Apollinare di Ravenna |
| Italia               | Friuli-Venezia Giulia | Santi Ermagora e Fortunato |
| Italia               | Lazio                 | San Pietro \| San Paolo |
| Italia               | Liguria               | San Giorgio |
| Italia               | Lombardia             | Sant'Ambrogio \| San Carlo Borromeo \| San Galdino |
| Italia               | Marche                | Beata Maria Vergine di Loreto |
| Italia               | Molise                | Maria SS. Addolorata \| San Celestino V |
| Italia               | Piemonte              | San Francesco di Sales \| Sant'Eusebio di Vercelli |
| Italia               | Puglia                | San Nicola di Bari |
| Italia               | Sardegna              | Madonna di Bonaria \| Sant'Antioco di Sulcis |
| Italia               | Sicilia               | Madonna Odigitria \| Santa Rosalia |
| Italia               | Toscana               | Madonna delle Grazie o di Montenero |
| Italia               | Trentino-Alto Adige   | San Vigilio di Trento |
| Italia               | Umbria                | San Francesco d'Assisi |
| Italia               | Valle d'Aosta         | Maria SS. Regina della Valle d'Aosta \| San Grato |
| Italia               | Veneto                | San Marco Evangelista |
| Lettonia             |                       | San Meinardo |
| Liechtenstein        |                       | San Lucio di Coira |
| Lituania             |                       | San Casimiro \| San Giorgio |
| Lussemburgo          |                       | Maria SS. Consolatrice degli Afflitti \| San Villibrordo \| Santa Cunegonda |
| Malta                |                       | San Paolo \| San Publio \| Sant'Agata |
| Malta                | Gozo                  | Sant'Orsola |
| Macedonia            |                       | Santi Cirillo e Metodio \| San Clemente di Ocrida |
| Moldavia             |                       | Maria Madre del Buon Consiglio |
| Principato di Monaco |                       | Santa Devota |
| Montenegro           |                       | Santi Cirillo e Metodio \| San Giorgio |
| Norvegia             |                       | Sant'Olaf \| San Magno di Orkney |
| Paesi Bassi          |                       | San Villibrordo |
| Polonia              |                       | Maria SS. Regina della Polonia \| San Casimiro \| Santa Cunegonda regina \| Sant'Adalberto di Praga \| Santo Stanislao vescovo \| Santo Stanislao Kostka \| Sant'Andrea Bobola \| San Floriano    |
| Portogallo           |                       | Maria SS. Immacolata \| Sant'Antonio \| San Giorgio \| San Gabriele arcangelo \| San Francesco Borgia                                                                                             |
| Regno Unito          | Galles                | San Davide |
| Regno Unito          | Inghilterra           | San Giorgio \| Nostra Signora di Walsingham |
| Regno Unito          | Irlanda               | San Patrizio \| Santa Brigida di Kildare |
| Regno Unito          | Isola di Man          | San Magaldo di Man |
| Regno Unito          | Scozia                | Sant'Andrea \| San Columba |
| Romania              |                       | Sant'Andrea |
| Russia               |                       | Sant'Andrea \| San Basilio Magno \| San Nicola di Mira \| San Giovanni Crisostomo \| San Vladimiro \| Santi Cirillo e Metodio \| San Casimiro \| Santa Teresa di Lisieux \| San Sergio di Radonež |
| San Marino           |                       | San Marino diacono \| Sant'Agata |
| Serbia               |                       | Santo Stefano protomartire \| San Saba \| San Giorgio |
| Slovacchia           |                       | Maria SS. Addolorata \| San Venceslao \| San Giovanni Nepomuceno |
| Slovenia             |                       | Maria SS. Ausiliatrice |
| Spagna               |                       | Madonna del Pilar \| San Giacomo \| Immacolata Concezione \| Santa Teresa d'Avila |
| Spagna               | Aragona               | Madonna del Pilar \| San Giorgio |
| Spagna               | Asturie               | Madonna di Covadonga |
| Spagna               | Cantabria             | Madonna della Bien Aparecida |
| Spagna               | Catalogna             | Madonna di Montserrat \| San Giorgio |
| Spagna               | Estremadura           | Madonna di Guadalupe \| San Pietro d'Alcántara |
| Spagna               | La Rioja              | Sant'Emiliano della Cogolla |
| Spagna               | Isole Canarie         | Vergine della Candelaria \| San Pedro de San José de Bethencourt \| San José de Anchieta |
| Spagna               | Comunità Valenciana   | San Vincenzo Ferreri |
| Spagna               | Ceuta                 | Santa Maria d'Africa \| San Daniele Fasanella |
| Spagna               | Madrid                | Vergine dell'Almudena \| San Isidoro l'Agricoltore |
| Spagna               | Melilla               | Madonna della Vittoria |
| Svezia               |                       | Sant'Oscar \| Santa Brigida di Svezia \| Sant'Erik IX re |
| Svizzera             |                       | San Gallo \| San Nicolao della Flüe |
| Turchia              |                       | San Giovanni Crisostomo |
| Turchia              | Cappadocia            | San Basilio Magno |
| Ucraina              |                       | San Vladimiro \| San Giosafat Kuncewycz |
| Ungheria             |                       | Maria SS. Magna Domina \| Santo Stefano re \| Sant'Adalberto di Praga \| San Martino di Tours |